# SummerSlam (2013)
SummerSlam 2013 fue la vigesimasexta edición de SummerSlam, un evento pago por visión de lucha libre profesional realizado por la WWE. Tuvo lugar el 18 de agosto de 2013 en el Staples Center en Los Ángeles, California. Fue el quinto SummerSlam consecutivo celebrado en el Staples Center. Los temas oficiales del evento fueron "Reach for the Stars" de Major Lazer con la colaboración de Wyclef Jean y "Gold Rush" de Clinton Sparks con la colaboración de 2 Chainz y Macklemore.

## Argumento

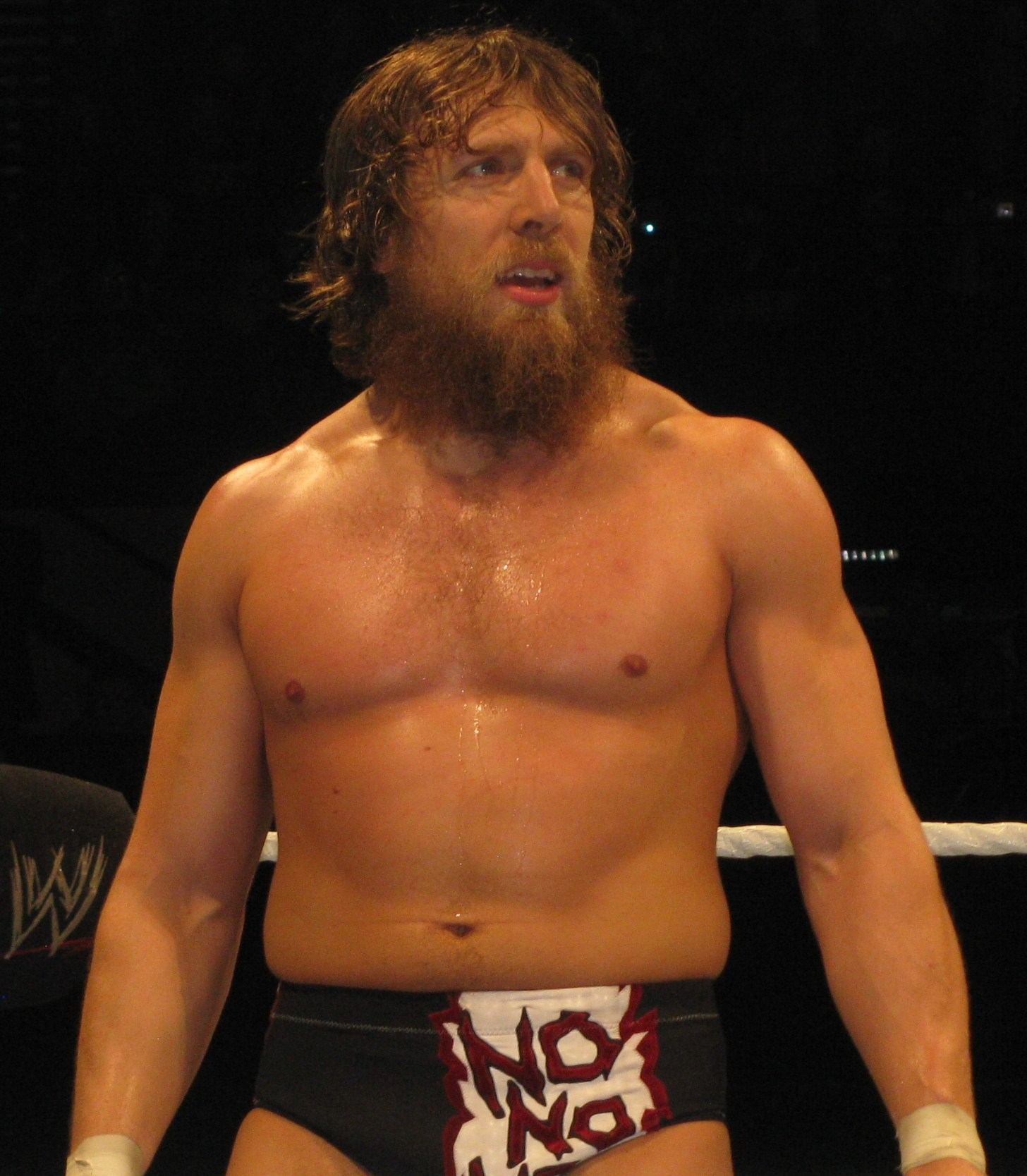
Daniel Bryan se enfrentó al Campeón de la WWE John Cena.

En el episodio del 15 de julio de Raw, el nuevo Gerente General de Raw Brad Maddox anunció que el Campeón de la WWE John Cena podría elegir a su propio oponente para SummerSlam. Más tarde en la noche, después de tomar una encuesta informal de la audiencia en vivo, eligió a Daniel Bryan. En las semanas previas a SummerSlam, Vince McMahon regañaría a Daniel Bryan, tratando de hacer que se afeitara su barba y poniéndolo en un Gauntlet match. En el episodio del 12 de agosto de Raw, Maddox sirvió como árbitro invitado especial en una lucha de Bryan frente a Wade Barrett. Después de hacer un conteo rápido para permitir a Barrett ganar la lucha, Maddox ofreció sus servicios como el árbitro invitado para la lucha entre Cena y Bryan en el evento cuando Triple H intercedió, y anunció que iba a servir de árbitro en su lugar (marcado por un Pedigree a Maddox).
En Payback, CM Punk derrotó a Chris Jericho en su lucha de vuelta en su ciudad natal. La noche siguiente en Raw, se volvió face cuando desafió al Campeón Mundial Peso Pesado Alberto Del Rio a una lucha. Punk ganó la lucha por cuenta fuera, pero después de la misma fue atacado por Brock Lesnar. Durante las próximas semanas, la tensión entre Punk y su mánager Paul Heyman aumentó. En Money in the Bank, Heyman le costó a Punk el Money in the Bank ladder match. La noche siguiente en Raw, Lesnar atacó de nuevo a Punk. La semana siguiente, Heyman aceptó el desafío de Punk para una lucha en SummerSlam en nombre de Lesnar.
En el episodio del 19 de julio de SmackDown, Randy Orton derrotó al Campeón Mundial Peso Pesado Alberto Del Rio en una lucha no titular. Sin embargo, en el episodio del 29 de julio de Raw, Christian también derrotó a Del Rio en una lucha no titular. Para determinar al siguiente retador por el campeonato de Del Rio, la nueva Gerente General de SmackDown Vickie Guerrero decidió realizar un Triple Threat match entre Christian, Orton, y Rob Van Dam. Christian ganó la lucha y convirtió en el nuevo contendiente por el título antes de ser atacado por Del Rio. En el episodio del 9 de agosto de SmackDown, Christian derrotó a Del Rio en otra lucha no titular.
En Money in the Bank, Damien Sandow ganó el maletín Money in the Bank por una futura oportunidad por el Campeonato Mundial Peso Pesado, traicionando a su excompañero de equipo Cody Rhodes en el proceso. Rhodes atacó a Sandow después de la derrota de este último a Christian la noche siguiente en Raw. En el episodio del 26 de julio de SmackDown, mientras Sandow se enfrentaba a Randy Orton, Rhodes tomó su maletín, causando que Sandow perdiera la lucha y buscara el maletín. Rhodes lo arrojó en el golfo de México, y Sandow fue incapaz de recuperarlo porque no sabía nadar. Se anunció el 5 de agosto en Raw que Rhodes se enfrentaría a Sandow en SummerSlam. Cuatro días más tarde en SmackDown, Sandow debutó su nuevo maletín Money in the Bank con un nuevo contrato por el Campeonato Mundial Peso Pesado. Más tarde, después de que Christian derrotó a Del Rio en una lucha no titular, Sandow trató de hacer efectivo su contrato, pero su intento fue frustrado por Rhodes.

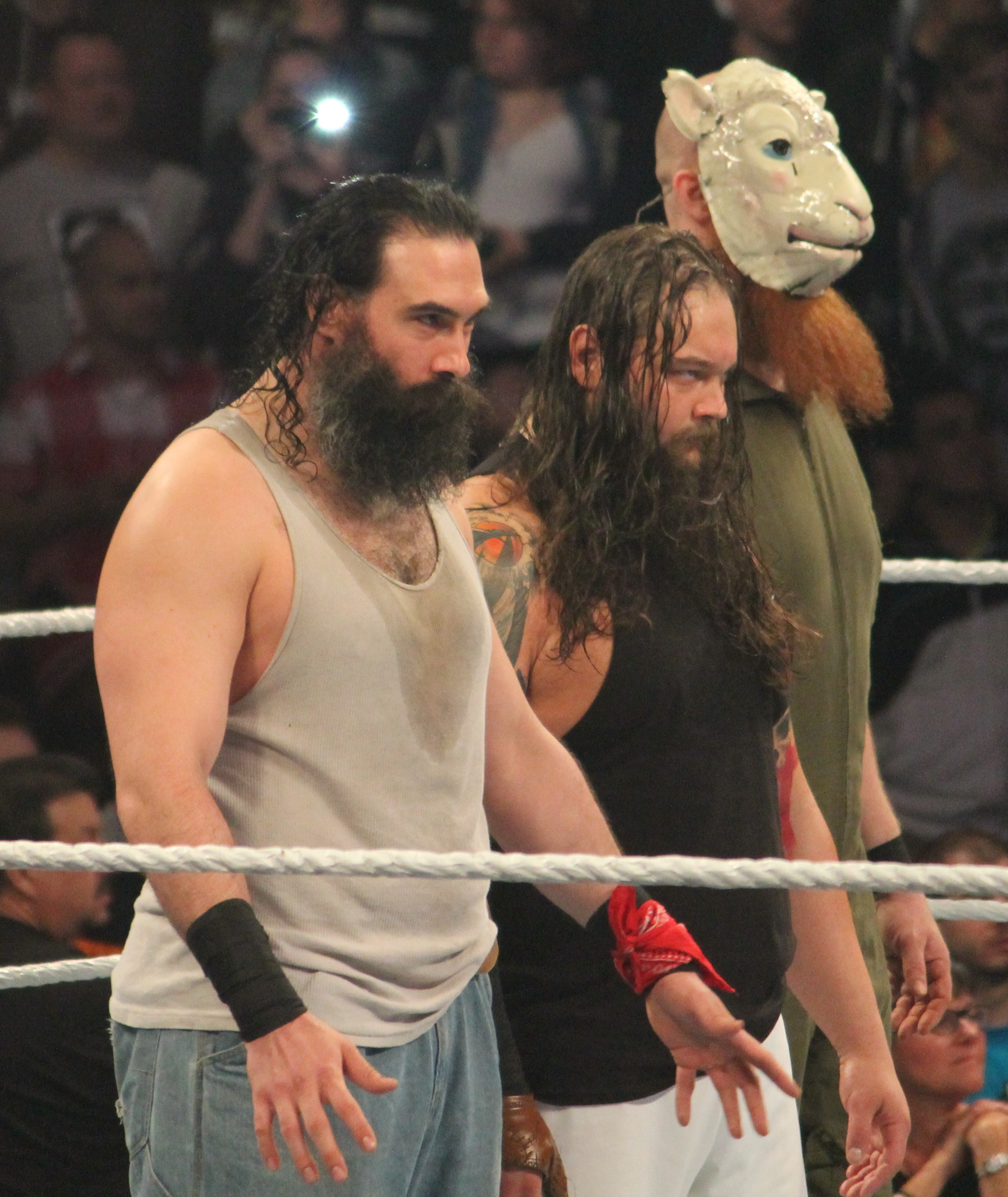
The Wyatt Family hicieron su debut en la WWE de camino hacia SummerSlam.

En el episodio del 8 de julio de Raw, después de que Kane derrotó a Christian, The Wyatt Family (Bray Wyatt, Luke Harper y Erick Rowan) atacó a Kane, sacándolo de competir en el Money in the Bank ladder match por el contrato por el Campeonato de la WWE. The Wyatt Family atacó a Kane de nuevo tres semanas más tarde en Raw, después de su lucha con Daniel Bryan. Una semana más tarde en Raw, después de que Harper y Rowan derrotaron a Tons de Funk (Brodus Clay & Tensai) en una lucha por equipos, Kane anunció que iba a enfrentar a Bray Wyatt en un Ring of Fire match en SummerSlam.
Después de que AJ Lee retuvo su Campeonato de Divas contra Kaitlyn en Money in the Bank y más tarde le costó a Dolph Ziggler su intento de ganar el Campeonato Mundial Peso Pesado, Ziggler rompió con AJ la noche siguiente en Raw, lo que la hizo distraer a Ziggler en su revancha no titular contra Del Rio y dejar a Big E Langston atacarlo. En el episodio del 29 de julio de Raw, Kaitlyn derrotó a AJ en una lucha no titular para permanecer en la pelea por el Campeonato de Divas, pero cuatro días después en SmackDown, AJ derrotó a Kaitlyn para retener el campeonato después de que Layla interfirió y protegió a AJ. Una semana más tarde en SmackDown, The Miz (el anfitrión de SummerSlam) anunció que Kaitlyn y Ziggler se enfrentarían a AJ y Langston en una lucha por equipos mixtos en el evento.
En el episodio del 12 de agosto de Raw, como resultado de su feudo derivado de protagonizar Total Divas, Natalya desafió a Brie Bella a una lucha en el evento, que ella aceptó abofeteando la cara de Natalya. Natalya también anunció que The Funkadactyls (Naomi & Cameron) estarían en su esquina por el hecho de que Eva Marie se había con The Bella Twins.
También en el episodio del 12 de agosto de Raw, Rob Van Dam ganó un battle royal de 20 hombres (eliminando por último a Mark Henry) para ganar el derecho a desafiar al Campeón de los Estados Unidos Dean Ambrose por el título en el SummerSlam Kickoff, transmitido media hora antes del evento.

## Resultados
- Kick-Off: Rob Van Dam derrotó al Campeón de los Estados Unidos Dean Ambrose por descalificación. (13:38)[2]
  - Ambrose fue descalificado después de un «Spear» de Roman Reigns a Van Dam.
  - Durante la lucha, The Shield interfirió a favor de Ambrose, y The Big Show & Mark Henry a favor de Van Dam.
  - Como resultado, Ambrose retuvo el campeonato.
  - Esta lucha fue transmitida por Google+, Yahoo, WWE App, Facebook, YouTube y WWE.com media hora antes del evento.
- Bray Wyatt (con Erick Rowan & Luke Harper) derrotó a Kane en un Ring of Fire Match. (7:49)[3]
  - Wyatt cubrió a Kane después de un «Sister Abigail».
  - Durante la lucha, Rowan & Harper interfirieron a favor de Wyatt.
  - Después de la lucha, The Wyatt Family atacó a Kane con los escalones metálicos.
- Cody Rhodes derrotó a Damien Sandow. (6:40)[4]
  - Rhodes cubrió a Sandow después de un «Cross Rhodes».
  - El World Heavyweight Championship Money in the Bank de Sandow no estuvo en juego.
- Alberto Del Rio derrotó a Christian y retuvo el Campeonato Mundial Peso Pesado. (12:29)[5]
  - Del Rio forzó a Christian a rendirse con un «Cross Armbreaker».
- Natalya (con Cameron & Naomi) derrotó a Brie Bella (con Nikki Bella & Eva Marie). (5:19)[6]
  - Natalya forzó a Brie a rendirse con un «Sharpshooter».
  - Durante la lucha, Nikki & Marie trataron de interferir, pero fueron atacadas por Cameron & Naomi.
- Brock Lesnar (con Paul Heyman) derrotó a CM Punk en un No Disqualification Match. (25:17)[7]
  - Lesnar cubrió a Punk después de un «F-5» sobre una silla.
  - Durante la lucha, Heyman interfirió a favor de Lesnar.
- Dolph Ziggler & Kaitlyn derrotaron a Big E Langston & AJ Lee. (6:12)[8]
  - Ziggler cubrió a Langston después de un «Zig Zag».
- Daniel Bryan derrotó a John Cena (con Triple H como árbitro especial invitado) y ganó el Campeonato de la WWE. (26:55)[9]
  - Bryan cubrió a Cena después de un «Running Knee».
  - Después de la lucha, Cena y Bryan se dieron la mano en señal de respeto.
  - Después de la lucha, Triple H atacó a Bryan con un «Pedigree».
- Randy Orton derrotó a Daniel Bryan (con Triple H como árbitro especial invitado) y ganó el Campeonato de la WWE. (00:08)[9]
  - Orton cubrió a Bryan después de un «Pedigree» de Triple H.
  - Orton utilizó su contrato de Money in the Bank All-Stars.
  - Como resultado Orton y Triple H cambiaron a Heel.

## Consecuencias

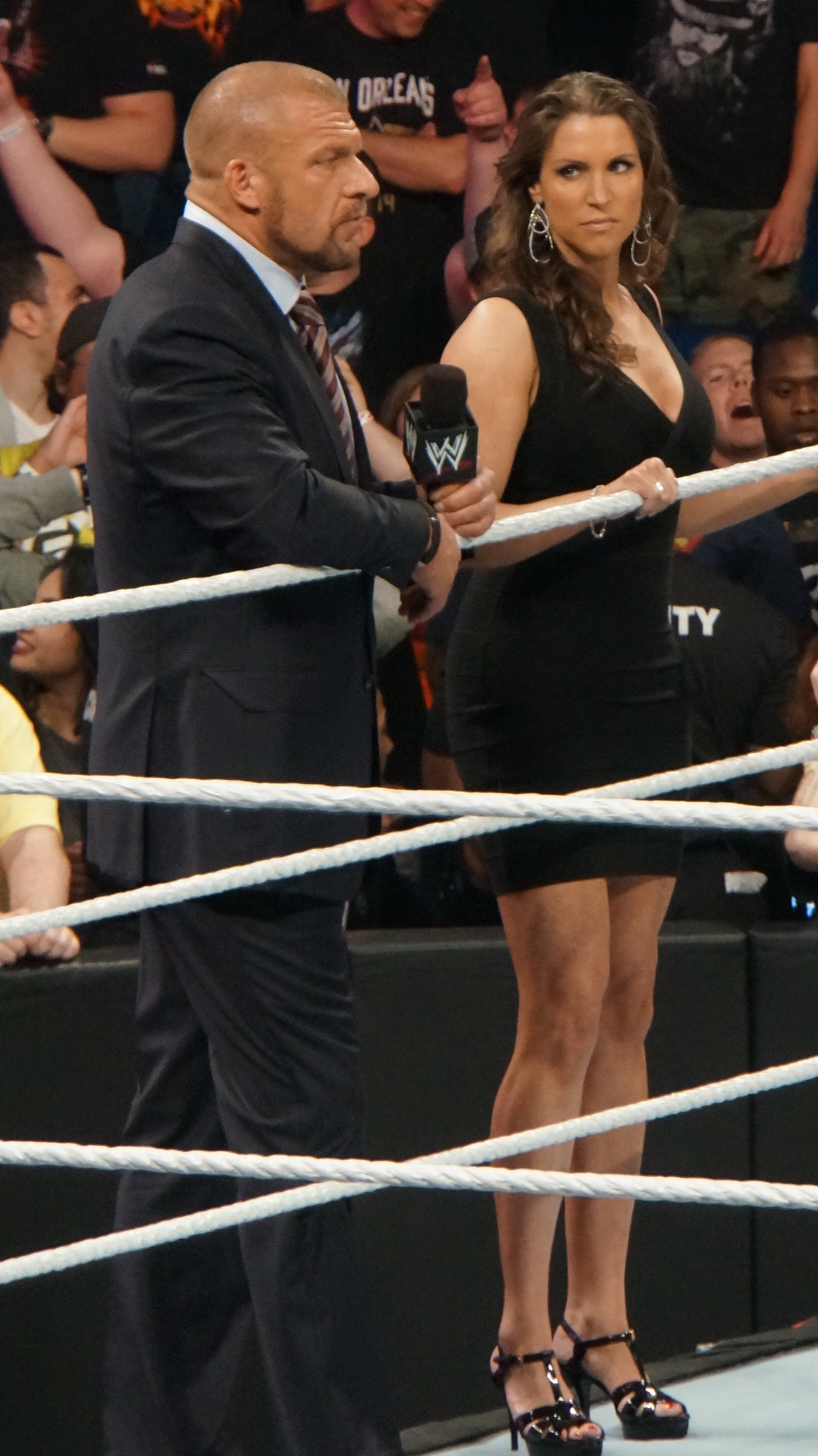
Triple H y Stephanie McMahon crearon The Authority.

En el episodio del 19 de agosto en Raw, John Cena se dirigió a la audiencia, informándoles que estaba temporalmente dejando la WWE debido a una cirugía de tríceps. Regresó en el pago por visión Hell in a Cell contra Alberto Del Rio. Esa misma noche, The Shield y Randy Orton formaron una alianza con Triple H y Stephanie McMahon, The Authority, la cual fue creada para detener los intentos de Daniel Bryan de recuperar el Campeonato de la WWE. La storyline entre Bryan y The Authority culminó en WrestleMania XXX, donde Bryan derrotó a Triple H para ser añadido en el evento principal por el Campeonato Mundial Peso Pesado de la WWE, que Bryan ganó.
El exanunciador de Del Rio, Ricardo Rodríguez comenzó a trabajar con Rob Van Dam. En el 13 de septiembre en SmackDown, fue derrotado por Del Rio y fue atacado por él después. Van Dam desafió a Del Rio dos veces por el Campeonato Mundial Peso Pesado, en Night of Champions y en Battleground, perdiendo en ambos.
Después de SummerSlam, AJ Lee terminó su asociación con Big E Langston y en Night of Champions, se enfrentó a Natalya, Naomi y Brie Bella por el Campeonato de Divas en un Fatal four-way match. Durante ese tiempo, Lee comenzó un feudo con el elenco de la serie de televisión de E!, Total Divas.
Después de perder ante Brock Lesnar, CM Punk continuó su feudo con Paul Heyman y su otro cliente, Curtis Axel, dando lugar a un Handicap Elimination match en Night of Champions. Punk logró que Axel fuera eliminado, sin embargo, Ryback salvó a Heyman, poniendo a Punk a través de una mesa, lo que le costó la lucha. El feudo de Punk con Heyman y Ryback terminó cuando Punk los derrotó a ambos en un Handicap Hell in a Cell match. Esta fue la última lucha individual de CM Punk en pago por visión, ya que el 26 de enero de 2014 dejó la WWE y más tarde se retiró de la lucha libre profesional.
En el episodio del 2 de septiembre de Raw, Stephanie McMahon le ordenó a Big Show que noqueara a Daniel Bryan. Esa misma noche, Cody Rhodes fue despedido después de haber sido derrotado por Randy Orton. Luego, en el episodio del 9 de septiembre de Raw, el hermano de Cody, Goldust regresó en un intento de ganar el trabajo de su hermano de vuelta, pero no lo logró. The Authority invitó al padre de Cody y Goldust, Dusty Rhodes en Raw, pero después de una discusión Stephanie McMahon le ordenó a Big Show que noqueara a Dusty. En Battleground, Cody y Goldust consiguieron sus puestos de trabajo de nuevo después de derrotar a Seth Rollins y Roman Reigns de The Shield, y en el episodio del 14 de octubre de Raw, derrotaron a Rollins y Reigns para ganar el Campeonato en Parejas de la WWE en un No Disqualification match debido a la interferencia de Big Show, quien noqueó a los tres miembros de The Shield.